# طائرة أرو الرياضية
طائرة أرو الرياضية (بالإنجليزية: Arrow Sport) هي طائرة ذات سطحين ومقعدين، أنتجت سابقاً في الولايات المتحدة في عقدي العشرينيات والثلاثينيات من القرن العشرين

## التصميم والهيكل
صمم الطائرة "سوين سوانسون"، وقد كانت ذات تكوين تقليدي ذات جهاز هبوط بالعجلات، لكن المثير للاهتمام فيها أنه الراكب كان يجلس جنباً إلى جنب مع الطيار في قمرة القيادة. حسب تصميمها الأصلي، كانت الأجنحة تفتقر إلى دعامات ربط مابين الجناحين (Interplane strut) - حيث كان الجناح العلوي مرتبط مباشرة بالجزء العلوي من جسم الطائرة. أثبتت هذه الميزة الأخيرة أن التصميم مثير للقلق بالنسبة للطيارين، إلى أن وفّرت الشركة المصنّعة دعامات ربط مابين الجناحين على شكل حرف (N) لاحقاً، بيد أن هذه الأجهزة لم يكن لها وظيفة حقيقية غير تهدئة مخاوف الطيارين.

## ما تبقى من هذه الطائرات

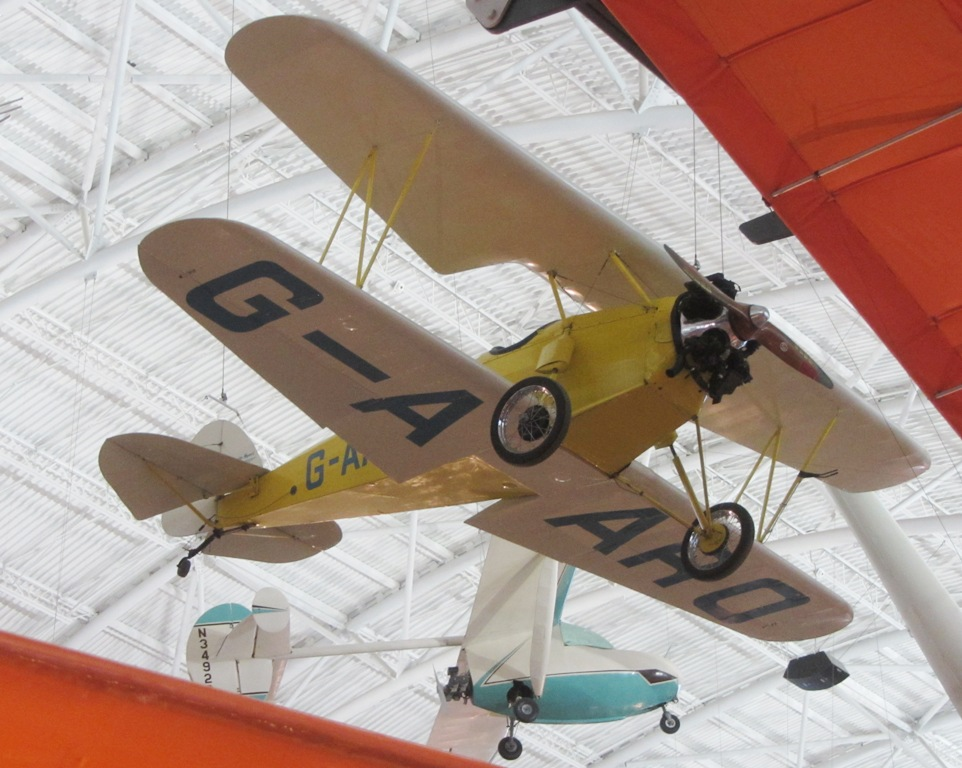
أرو الرياضية A2-60 في مركز أدفار هيزي

حلقت العديد من الطائرات الرياضية في سماء الولايات المتحدة عام 2009. تم الحفاظ على 9 طائرات منها في متاحف الولايات المتحدة كطائرة A2-60 الموجودة في متحف الطيران والفضاء الوطني في واشنطن العاصمة.
طائرة أرو الرياضية معروضة في * المتحف الغربي للطائرات والسيارات القديمة.

## الطرازات
- رياضية - طائرة بمقعدين ذات سحطين، مزودة بمحرك مكبس شعاعي بقدرة 60 حصان (45 كيلو واط).
- رياضية 85 - بمحرك يبلوند الشعاعي بقوة 85 حصان، مع أجنحة ثنائية السطح، وتراجع الجناح السفلي بمقدار أربعة درجات إضافية عن الجناح العلوي.[2]
- رياضية إيه2
  - رياضية إيه2-60
  - رياضية إيه-66
  - رياضية إيه2-90 تانجرين
- رياضية بورسوت (أعيد تسميتها إلي سبورت كيه في عام 1935) – وهي نسخة محسنة، ومزودة بمحرك شعاعي من نوع كينر كيه-5، بقوة 100-حصان (75-كيلوواط).

## المواصفات (إيه2-60)
- الخصائص العامة
  - الطاقم: واحد تجريبية
  - القدرة: 1 ركاب
  - طول: 19 قدم 3 في (5.8 م)
  - باع الجناح: 25 قدم 9 في (7.8 م)
  - الطول: 7 قدم في 5 (2.2 م)
  - الوزن فارغة: 900 رطل (408 كجم)
  - المحرك: 1 × يبلوند 5 ، 60 حصان (45 كيلوواط)
- أداء
  - السرعة القصوى: 105 ميل في الساعة (169 كم / ساعة)
  - المدى: 280 ميل (450 كم)